# Zygia dissitiflora
Zygia dissitiflora  es una especie de árbol perteneciente a la familia de las leguminosas (Fabaceae). Es originaria de  Sudamérica.

## Distribución
Se encuentra en  Ecuador en la zona costera en la Provincia de Esmeraldas.

## Taxonomía
Zygia coccinea fue descrita por Barneby & J.W.Grimes y publicado en Memoirs of the New York Botanical Garden 74(2): 92–93. 1997.